# 第1回IBAF女子ワールドカップ日本代表
第1回IBAF女子ワールドカップ日本代表（だい1かい－じょしわーるどかっぷにほんだいひょう）は、2004年7月30日から8月8日にかけてカナダ・エドモントンで開かれた第1回IBAF女子ワールドカップに出場するために編成された日本チームである。

## 概要
IBAFが初めて主催する女子ワールドカップということで、本来であればフル代表を派遣するべきであったところ、IBAFがこの大会を急遽開催することとなったため、もともと国際女子野球協会の主催する「第4回女子野球世界大会」（2004年7月18日〜21日、富山県魚津市）と日程が連続することになってしまった。そのためフル代表を派遣することを断念、女子硬式野球部を有する高校で組織される全国高校女子硬式野球連盟に選手派遣を打診し、承諾を得た。よって、他チームはフル代表を派遣したが、日本チームはいわばU-18チームを代表として派遣することとなった。しかしU-18チームながら日本は健闘し、参加5ヵ国中2位（準優勝）という結果を収めることとなった。

## 代表メンバー
| 位置   | No. | 氏名       | 所属高校等 | 学年（選抜当時） | 備考 |
| ------ | --- | ---------- | ---------- | ---------------- | ---- |
| 代表   |     | 佐藤孝司   | 埼玉栄     |                  |      |
| 監督   | 30  | 齋藤賢明   | 埼玉栄     |                  |      |
| コーチ | 31  | 橋本徳二   | 神村学園   |                  |      |
| コーチ | 32  | 二見季子   | 駒沢学園   |                  |      |
| 投手   | 14  | 角田優希   | 蒲田女子   | 3学年            |      |
| 投手   | 15  | 大友美雪   | 埼玉栄     | 3学年            |      |
| 投手   | 16  | 田中碧     | 埼玉栄     | 2学年            |      |
| 投手   | 11  | 福田絵梨香 | 神村学園   | 2学年            |      |
| 投手   | 9   | 小久保志乃 | 花咲徳栄   | 2学年            |      |
| 投手   | 18  | 岸本麻里   | 埼玉栄     | 1学年            |      |
| 投手   | 17  | 渡辺花海   | 駒沢学園   | 1学年            |      |
| 捕手   | 12  | 碇美穂子   | 埼玉栄     | 2学年            |      |
| 捕手   | 13  | 高島知美   | 花咲徳栄   | 1学年            |      |
| 野手   | 5   | 河本悠     | 駒沢学園   | 3学年            |      |
| 野手   | 4   | 上原ありさ | 花咲徳栄   | 2学年            |      |
| 野手   | 6   | 橘高和世   | 埼玉栄     | 3学年            |      |
| 野手   | 8   | 笠井葉月   | 神村学園   | 3学年            |      |
| 野手   | 10  | 松本慶     | 埼玉栄     | 3学年、主将      |      |
| 野手   | 7   | 笠上夢果   | 埼玉栄     | 2学年            |      |
| 野手   | 1   | 小林真樹   | 駒沢学園   | 2学年            |      |
| 野手   | 3   | 田中幸夏   | 神村学園   | 2学年            |      |
| 野手   | 2   | 棚町早百合 | 神村学園   | 2学年            |      |

## 戦績
- 予選リーグ
  - 第1戦　日本 10-8 カナダ
  - 第2戦　日本 5-4 台湾
  - 第3戦　日本 4-5 アメリカ
  - 第4戦　日本 1-7 オーストラリア

予選4位で準決勝進出。
- 準決勝　日本 3-1 カナダ
- 決勝　日本 0-2 アメリカ
銀メダル獲得。
- 個人表彰（日本選手のみ）
  - 盗塁王　大友美雪　6盗塁
  - ベストナイン
    - 投手　渡辺花海
    - 遊撃手　河本悠